# Fustiñana
Fustiñana est une ville et une commune de la communauté forale de Navarre (Espagne).
Elle est située dans la zone non bascophone de la province, dans la mérindade de Tudela. Le castillan est la seule langue officielle alors que le basque n’a pas de statut officiel.

## Histoire
Le nom suggère une hypothétique origine romaine, villa Faustiniana. Il existait un noyau de population lorsqu'Alphonse i le Batailleur conquit Tudela en 1119.

### Les Hospitaliers
En 1142, Fustinana est donnée aux Hospitaliers de l'ordre de Saint-Jean de Jérusalem et devient une commanderie hospitalière du grand prieuré de Navarre à partir de 1189,

## Démographie
| Évolution démographique                                   | Évolution démographique | Évolution démographique | Évolution démographique | Évolution démographique | Évolution démographique | Évolution démographique | Évolution démographique | Évolution démographique | Évolution démographique | Évolution démographique |
| 1996                                                      | 1998                    | 1999                    | 2000                    | 2001                    | 2002                    | 2003                    | 2004                    | 2005                    | 2006                    | 2007                    |
| --------------------------------------------------------- | ----------------------- | ----------------------- | ----------------------- | ----------------------- | ----------------------- | ----------------------- | ----------------------- | ----------------------- | ----------------------- | ----------------------- |
| 2 295                                                     | 2 311                   | 2 290                   | 2 304                   | 2 414                   | 2 438                   | 2 427                   | 2 495                   | 2 506                   | 2 546                   | 2 560                   |
| Sources: Fustiñana et instituto de estadística de navarra |                         |                         |                         |                         |                         |                         |                         |                         |                         |                         |